# مضاد الليزر

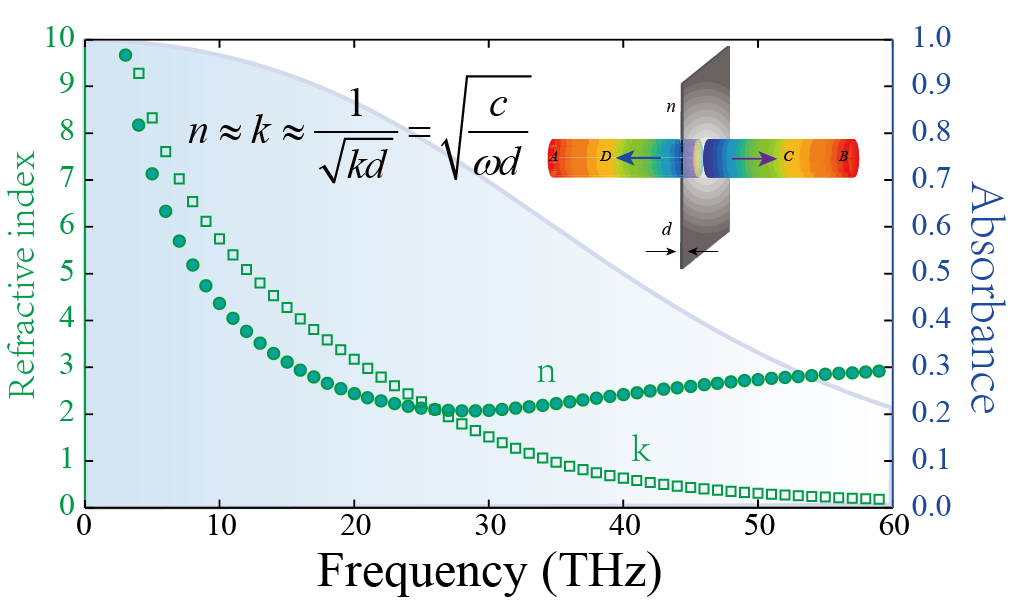

آلية الامتصاص التام المتزامن (coherent perfect absorber (CPA أو مضاد الليزر anti-laser

## التصميم
يتم تركيز شعاعين من الليزر بتردد محدد في تجويف يحتوي على شريحة سليكون تعمل كوسط. 

وضعت شريحة السليكون بمحاذاة امواج الضوء بحيث أن يحجز الشعاعين حجزا تاما، يرتدا ذهابا وايابا إلى ما لانهاية حتى في النهاية.

ثم يتم امتصاصهما وتتحول طاقتهما إلى حرارة.
من الناحية النظرية يمكن لأجهزة الامتصاص التام المتزامنة امتصاص 99.999% من شعاع الضوء الساقط.
 
ولكن بسبب القصور العملي تمكن الباحثون من امتصاص 99.4%.
و يُتوقع الوصول إلى الحد النظري عندما يتم بناء أجهزة بمواصفات عالية.

الجهاز الذي قاموا ببنائه يصل طوله سنتيمتر واحد ولكن محاكاة الكمبيوتر تبين انه بالإمكان ان يصل طول الجهاز إلى اقل من 6 ميكرومتر (اقل من 1/12 من سمك شعرة الإنسان).

## التطبيقات
يُعتقد أن جهاز الامتصاص التام المتزامن يمكن أن يستخدم في يوم ما كمفتاح ضوئي أو ككاشف أو أي في الجيل القادم من أجهزة الكمبيوتر التي تعرف باسم الكمبيوترات الضوئية، التي سوف تعمل بالضوء بالإضافة إلى الإلكترونات.

كما يمكن أن يكون له تطبيق آخر في مجال التصوير الإشعاعي حيث أن مبدأ عمل أجهزة الامتصاص التام المتزامنة يمكن أن تستخدم لتوجيه الإشعاع الكهرومغناطيسي إلى مناطق صغيرة داخل اعشية حية معتمة، اما بهدف العلاج أو بهدف التشخيص.